# Zeittafel von Port-Saint-Louis-du-Rhône
Zeittafel von Port-Saint-Louis-du-Rhône und seinem Kanal
| Jahr          | Ereignis |
| 1711          | Während des Winters erforderte ein großes Rhône-Hochwasser eine Änderung des Flussbettes zwischen Chamone südlich von Arles und dem Meer auf etwa 25 km. Um die Grundstückseigentümer zu entschädigen, auf deren Grund und Boden sich nun der neue Flussverlauf befand, verfügte der Königliche Rat eine Steuer für die Bewohner von Lyon, der Dauphiné, des Languedoc und der Provence, die ab 1723 auf den Schiffstransport von Salz erhoben wurde und die Befestigung des neuen Flussarms finanzierte, der schon 1706 von Menschenhand geschaffen war und den Namen Canal des Launes trug. |
| 1737          | Die Steuereinnahmen wurden zum Bau des Saint-Louis-Turms verwendet, der zu der Zeit an der Hauptmündung der Rhône stand. Einige Zeit vor dem Turmbau hatte das Bistum eine Kapelle errichten lassen, die den Namen von König Ludwig erhielt, was zur Namensgebung des Turms führte. |
| 1802          | Mit Unterstützung von Napoleon Bonaparte wurde der Kanal von Arles nach Bouc geplant, der unter Vermeidung des Rhône-Deltas eine Verbindung zwischen dem Fluss und dem Mittelmeer bilden sollte. |
| 1834          | Realisierung des Plans von 1802. |
| 1863          | Das Dekret über die Gemeinnützigkeit des Aushebens des Kanalgrabens wurde von Napoleon III. unterzeichnet, Bauträger wurde Hippolyte Peut. |
| 1864          | Beginn der Arbeiten zum Aushub des Hafenbeckens. Zu dieser Zeit bestand das Ortsgebiet nur aus Sümpfen, in denen das Sumpffieber grassierte und das zu einer erheblichen Sterblichkeit der Arbeiter dieser riesigen Baustelle führte. |
| 1866          | Am 2. September wurde der Ort von einer schweren Flut heimgesucht. |
| 1871          | Am 15. August wurde der Kanal für den Verkehr freigegeben. Endgültig fertiggestellt wurde er jedoch erst am 28. September 1873. |
| 1880          | Der Ort zählte knapp 300 Bewohner. Bis 1906 wuchs die Zahl auf 2.500. |
| 1881          | Die Compagnie générale de navigation ließ sich in Port Saint Louis du Rhône nieder und errichtete ihre Lagerhäuser zwischen den Kais und dem Turm. Sie wurden am 16. August 1999 im Inventaire supplémentaire des monuments historiques eingetragen. |
| 1883          | Eröffnung des Kanals Saint Louis. |
| 1885          | Paul Daher, bedeutender französischer Reeder und Marseiller Händler, eröffnete sein erstes Transitbüro in Port Saint Louis du Rhône. |
| 1887          | Eröffnung der Eisenbahnlinie Arles-Port Saint Louis, die den Ort an den Verkehr nach Arles anschloss, der bislang nur über einen kleinen Dampfer erfolgte, der eine Hin- und Rückfahrt in einem Tag ermöglichte, außer an Sonn- und Feiertagen – wenn es der Wind und der Wasserstand ermöglichten. Sich im Hafen niederzulassen, wurde zusehends ein gutes Geschäft. Die (spätere) Compagnie nationale du Rhône wurde operativ. |
| 1892          | Der Ort zählte etwa 1800 Einwohner in etwa 60 Häusern, die arbeitende Bevölkerung lebte in einfachen "Wochenendhäusern". |
| 1904          | Am 28. März wurde der Ort zu einer Commune, eine Gemeinde. Erster Bürgermeister wurde Antoine Calment. |
| 1906          | Die Stadt wurde eine "Männerstadt", drei Männer kommen auf eine Frau. Es lebten viele Italiener im Ort, bis sich nach dem 1. Weltkrieg Griechen ansiedelten. Es waren hauptsächlich Fischer, Schiffsleute, Fabrikarbeiter, Salinenarbeiter und Beamte, vorzugsweise Zollbeamte. Die katholische Pfarrkirche Saint Louis wird errichtet. |
| 1907          | Durch den Bau eines Rathauses (Hôtel de Ville) wird die Satzung der Stadt ratifiziert. |
| 1908 bis 1909 | Bau des Mühlenbetriebs Gautier durch die beiden Brüder Gautier, die als Mühlenbesitzer aus Marseille bekannt waren. Der Handel mit den Kolonien ging durch den Hafen von Port Saint Louis. Der Schiffsverkehr zwischen Lyon und Afrika vervielfachte die Rendite. |
| 1913          | Einführung der Elektrizität. |
| 1930          | Zuleitung von Wasser des Flusses Pissarote bei Grenoble. Vorher trank man das Wasser der Rhône, das über Kohlefilter gefiltert wurde und, solange es Brackwasser war, musste man es auf Bootes aus Arles herbeischaffen, um die Bevölkerung mit Süßwasser zu versorgen. |
| 1932          | Die Stadt zählte 4.200 Einwohner. Der Hafen war nun der zweit Handelshafen Frankreichs nach Marseille und vor Sète. Port Saint Louis du Rhône wurde per Gesetz vom 15. November ein Kanton, eine sehr seltene Situation für eine kleine Gemeinde. |
| 1937          | Die Handelskammer von Arles stattet den Hafen mit einem modernen Werkzeug aus, um auf die Bedürfnisse des Meerhandels reagieren zu können. |
| 1942          | Die Stadt wurde von deutschen Truppen belagert, die Strände waren gesperrt. Die Befreiung erfolgte am 25. August 1944, aber die Hafeneinrichtungen waren zerstört. |
| 1946          | Die Bevölkrtungd explodierte förmlich und wuchs mit einer Schnelligkeit, dass sie sich bis 1954 verdoppelte und bis 1975 eine Zahl von mehr als 10.000 Einwohner erreichte. |
| 1958          | Bau eines protestantischen Gotteshauses in Form eines Wachhauses. |
| 1961          | Bau einer orthodoxen Kirche. |
| 1963          | Gründung der Konservenfabrik Ferrigno, heute (2004) die einzige französische Konservenfabrik am Mittelmeer. |
| 1966          | Integration des Hafens in den Marseille Europort im Zuge dessen Westerweiterung. |
| 1977          | Bau einer Stierkampfarena und Beginn der Muschelzucht. |
| 1980 bis 1990 | Die Stadt verliert im Zuge des wirtschaftlichen Niedergangs und der Umlagerung der wirtschaftlichen Aktivitäten nach Fos-sur-Mer rund 18 % seiner Bevölkerung. |
| 1983          | Bildung einer Cooperative der Muschelzüchter (COOPAPORT) |
| 1992          | Einweihung des Jachthafens im zentralen Hafenbecken. |
| 1994          | Einweihung der beweglichen Brücke (Pont mobile), die eine aus dem Jahr 1924/25 ersetzte und vom Typ William Donald Scherzer war. Die neue Brücke ist 31,+65 m lang, 11,05 m breit, 9,50 m hoch und kann 400 to tragen. |
| 1996          | Bau des Glockenturms |
| 2004          | Feierlichkeiten zum 100-jährigen Bestehen der Stadt |

## Quelle
- Festschrift zum 100-jährigen Bestehen der Stadt, Hrsg. Tourismusbüro